# Karoseefa divergens
Karoseefa divergens är en insektsart som beskrevs av Webb 1981. Karoseefa divergens ingår i släktet Karoseefa och familjen dvärgstritar. Inga underarter finns listade i Catalogue of Life.